# Ron Pope
Ron Pope (né le 23 juillet 1983) est un musicien, chanteur, compositeur, guitariste de New York. 

## Biographie
Il a fait ses études à l'Université de New York, où il devient un incontournable de la scène musicale de Greenwich Village. 
Il a également fait partie du groupe The District, composé de six musiciens : Ron Pope, Chris Kienel, Paul Hammer, Zach Berkman, Mike Clifford et Adam Saul Bloch.
Son style de musique est pop rock indépendant et il écrit ses chansons dans une perspective toujours sérieuse et sincère. 
Il fait partie du label Universal Republic, qui a comme artistes Taylor Swift, Jack Johnson ou encore Amy Winehouse.
Sa chanson la plus connue  A Drop In The Ocean  fut utilisée dans le premier épisode de la troisième saison de Vampire Diaries

## Styles et Influences
Le style de Ron Pope est pop rock indépendant.
Il a souvent été comparé à des artistes tels que Bruce Springsteen, Eric Clapton ou bien encore U2.
"First, I wanted to play just like Hendrix. Then, I wanted to create unique sonic landscapes, like Jonny Greenwood or the Edge. My inability to copy any of them exactly forced me to sound like something else…myself"
"D'abord, je voulais jouer comme Hendrix. Puis, j'ai essayé de créer des paysages sonores uniques comme Jonny Greenwood ou The Edge. Mais mon incapacité à faire exactement comme eux m'a permis de trouver autre chose...mon propre style"